# Bryan Leyva
Bryan Roberto Leyva Caro (ur. 8 lutego 1992 w Chihuahui) – meksykański piłkarz z obywatelstwem amerykańskim występujący na pozycji środkowego pomocnika.

## Kariera klubowa
Leyva urodził się w mieście Chihuahua, lecz w wieku ośmiu lat wyemigrował z rodzicami i bratem do Stanów Zjednoczonych. Wychowywał się w miejscowości Farmers Branch w stanie Teksas i treningi piłkarskie rozpoczynał w tamtejszych amatorskich zespołach. Jako czternastolatek – mimo ofert z klubów amerykańskich i meksykańskich – utalentowany pomocnik trafił pod opiekę agenta piłkarskiego, za którego pośrednictwem brał udział w testach we francuskim Lille OSC i hiszpańskim Racingu Santander. Ostatecznie w czerwcu 2008 zdecydował się dołączyć do akademii juniorskiej klubu FC Dallas. Tam był gwiazdą młodzieżowych rozgrywek, imponując techniką oraz dryblingiem i regularnie otrzymywał powołania do juniorskich reprezentacji Meksyku.
We wrześniu 2009 Leyva podpisał profesjonalny kontrakt z FC Dallas, zostając tym samym pierwszym wychowankiem (homegrown player) w historii klubu. W Major League Soccer zadebiutował 20 maja 2010 w przegranym 0:1 spotkaniu z Los Angeles Galaxy. W sezonie 2010 wywalczył z drużyną trenera Schellasa Hyndmana wicemistrzostwo MLS. Przez trzy lata pobytu w Dallas notował jednak tylko sporadyczne występy i w listopadzie 2012 zdecydowano się nie przedłużać z nim umowy. W styczniu 2013 podpisał umowę z meksykańskim potentatem Chivas de Guadalajara, gdzie nie przebił się do składu i przez kolejny rok występował tylko w trzecioligowych rezerwach i lidze meksykańskiej do lat dwudziestu. W późniejszym czasie powrócił do Stanów Zjednoczonych, gdzie w czerwcu 2014 dołączył do zespołu Dallas City FC, występującego na czwartym poziomie rozgrywkowym – National Premier Soccer League. Tam półamatorsko występował przez kolejne kilka miesięcy.

## Kariera reprezentacyjna
W październiku 2009 Leyva został powołany przez José Luisa Gonzáleza Chinę do reprezentacji Meksyku U-17 na Mistrzostwa Świata U-17 w Nigerii. Przed turniejem był typowany na jedną z gwiazd rozgrywek, obok graczy takich jak Stephan El Shaarawy, Philippe Coutinho czy Luc Castaignos. Ostatecznie podczas juniorskiego mundialu rozegrał dwa z czterech możliwych spotkań (obydwa w wyjściowym składzie), zaś Meksykanie odpadli ze światowego czempionatu w 1/8 finału po porażce w serii rzutów karnych z Koreą Płd (1:1, 3:5 k).